# Georg Roch

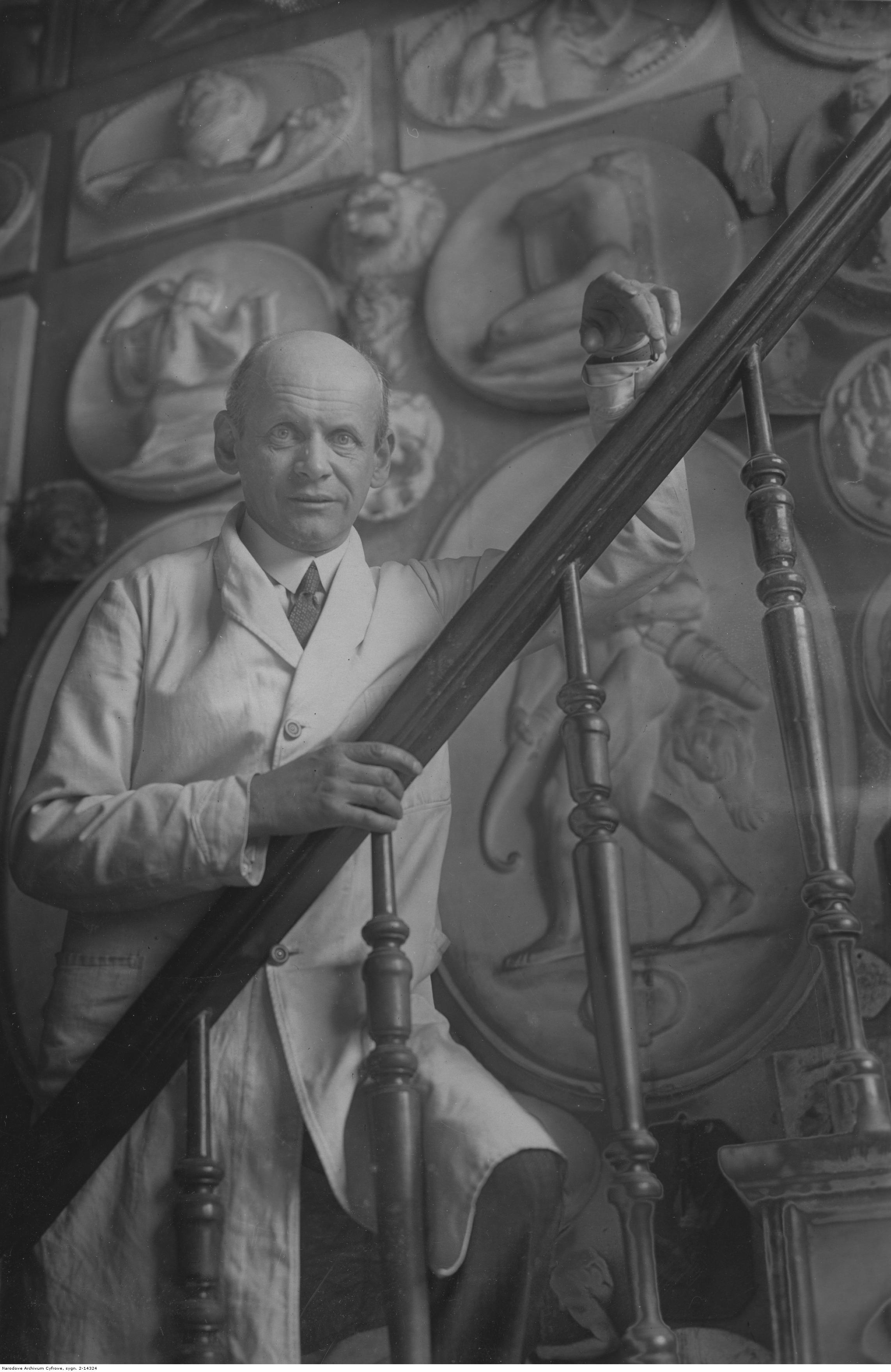
Georg Roch

Kurt Georg Roch (* 30. März 1881 in Dresden; † 11. Juni 1943 in Berlin) war ein deutscher Bildhauer, der besonders für seine Tierplastiken bekannt war. Die meisten seiner Werke entstanden zusammen mit Hermann Feuerhahn.

## Leben
Im Jahr 1900 nahm er ein Studium an der Kunstakademie München bei Wilhelm von Rümann auf. Von 1910 bis 1911 ließ sich Roch in Buckow östlich Berlins ein Atelierhaus nach Plänen von Bruno Möhring erbauen. Das Haus, die so genannte „Eiserne Villa“, wurde später von Bertolt Brecht und Helene Weigel als Sommerhaus genutzt. Im Gebäude befindet sich heute das Brecht-Weigel-Haus. Der Garten beherbergt noch immer Plastiken von Roch, das Haus steht unter Denkmalschutz.
Roch war 1939 und 1940 auf der Großen Deutsche Kunstausstellung in München vertreten. Dabei erwarb Hitler 1940 seine Bronze-Plastik Erwacht für 2000 RM.
Georg Rochs Grabmal steht im Block Epiphanien, Gartenblock I, Erbbegräbnis 35 auf dem Südwestkirchhof Stahnsdorf bei Berlin.

## Werke (Auswahl)

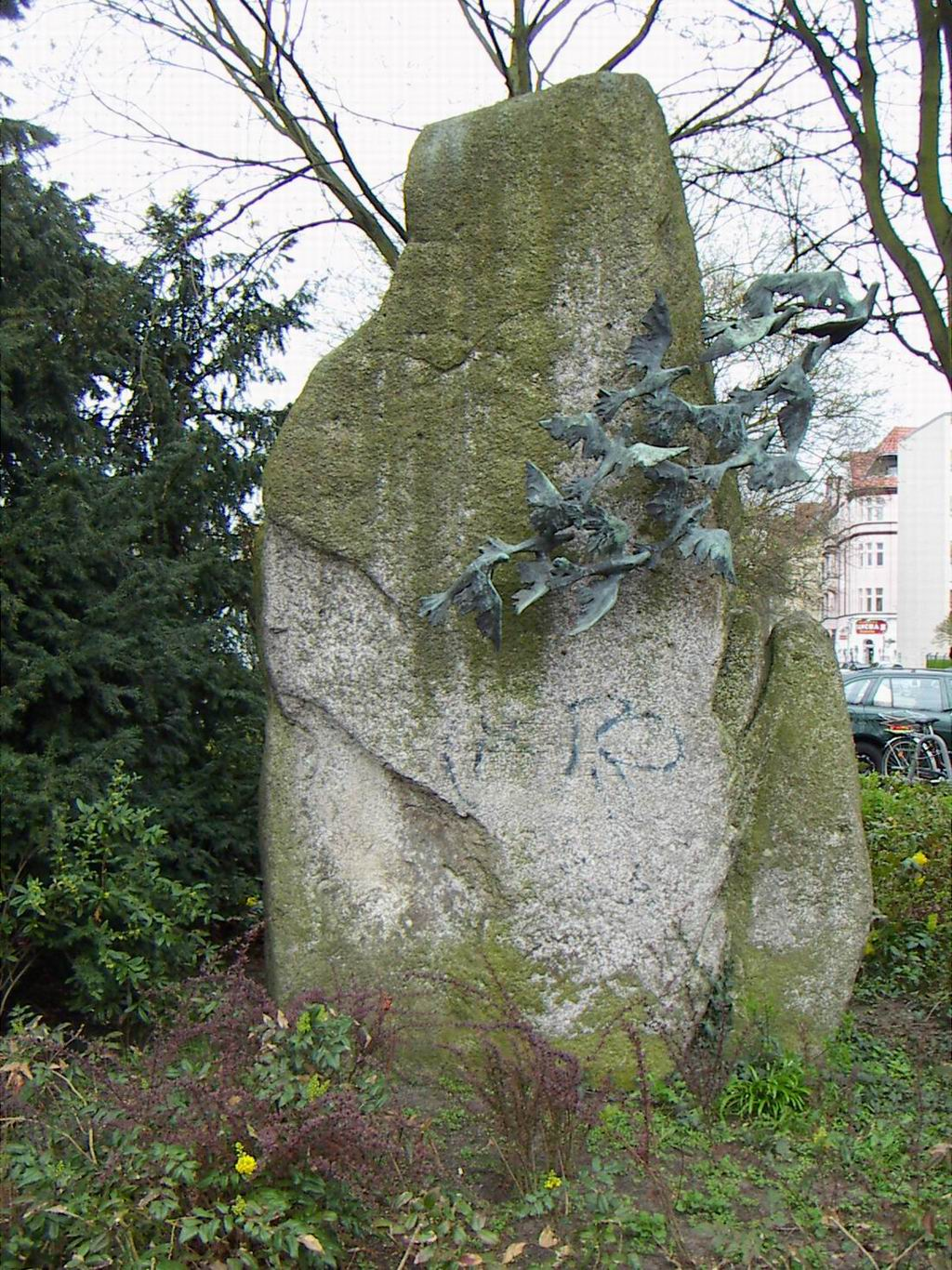
„Unseren Brieftauben“ (1939, Replikat)

- 1911–1912: Plastischer Schmuck der Fassaden und des Inneren des Stadttheater Bremerhaven (zusammen mit Hermann Feuerhahn; Architekt: Oskar Kaufmann)[3]
- 1914/1915: Bildhauerischer Schmuck (Masken an den Brüstungen) für den Gerickesteg in Berlin (zusammen mit Hermann Feuerhahn)
- 1915–1917: Stiftertafeln für den Bismarckturm in Burg im Spreewald (zusammen mit Hermann Feuerhahn)
- 1926: Bronzerelief eines Löwen nach einem Entwurf von Friedrich Wilhelm Kuhnert für dessen Grabmal auf dem Südwestkirchhof Stahnsdorf
- 1927: Bube mit Kröte, Bronze im Zoologischen Garten in Berlin beim Antilopenhaus
- 1928: Meißner Relief, Bronze im Zoologischen Garten in Berlin bei der Zoomauer
- 1939: Unseren Brieftauben – Denkmal für die militärisch eingesetzten Brieftauben im Ersten Weltkrieg, in Berlin-Spandau an der Falkenseer Chaussee (25 auffliegende Bronze-Brieftauben auf einem 3,80 Meter großen Findlingsblock; Bronze-Teile 1942 eingeschmolzen; 1963 von Paul Brandenburg mit nur zehn Brieftauben neu geschaffen)